# اونوتوآ

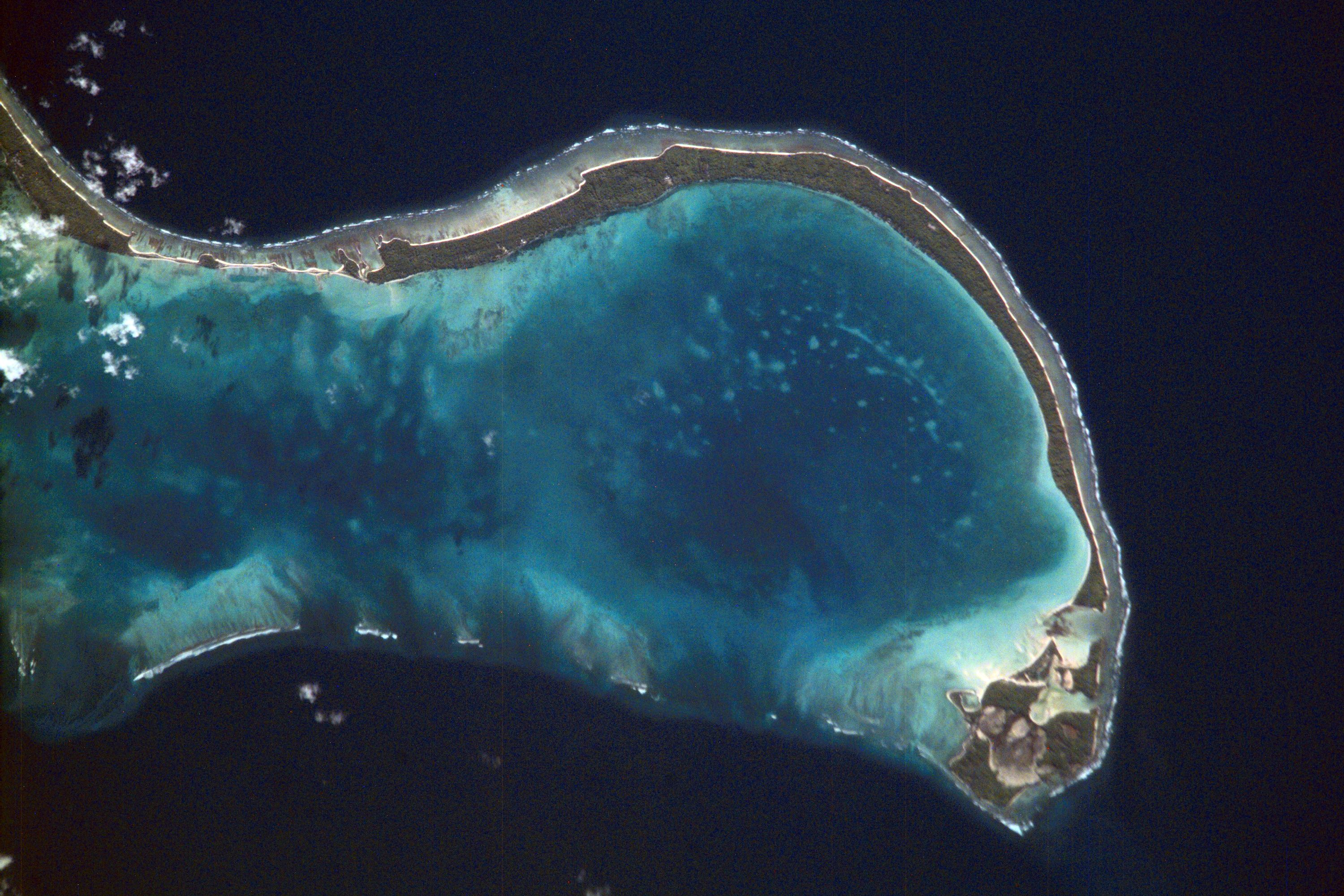

اونوتوآ (انگلیسی: Onotoa) یک جزیره در کیریباتی است که در اقیانوس آرام واقع شده‌است.